# 三一學院禮拜堂

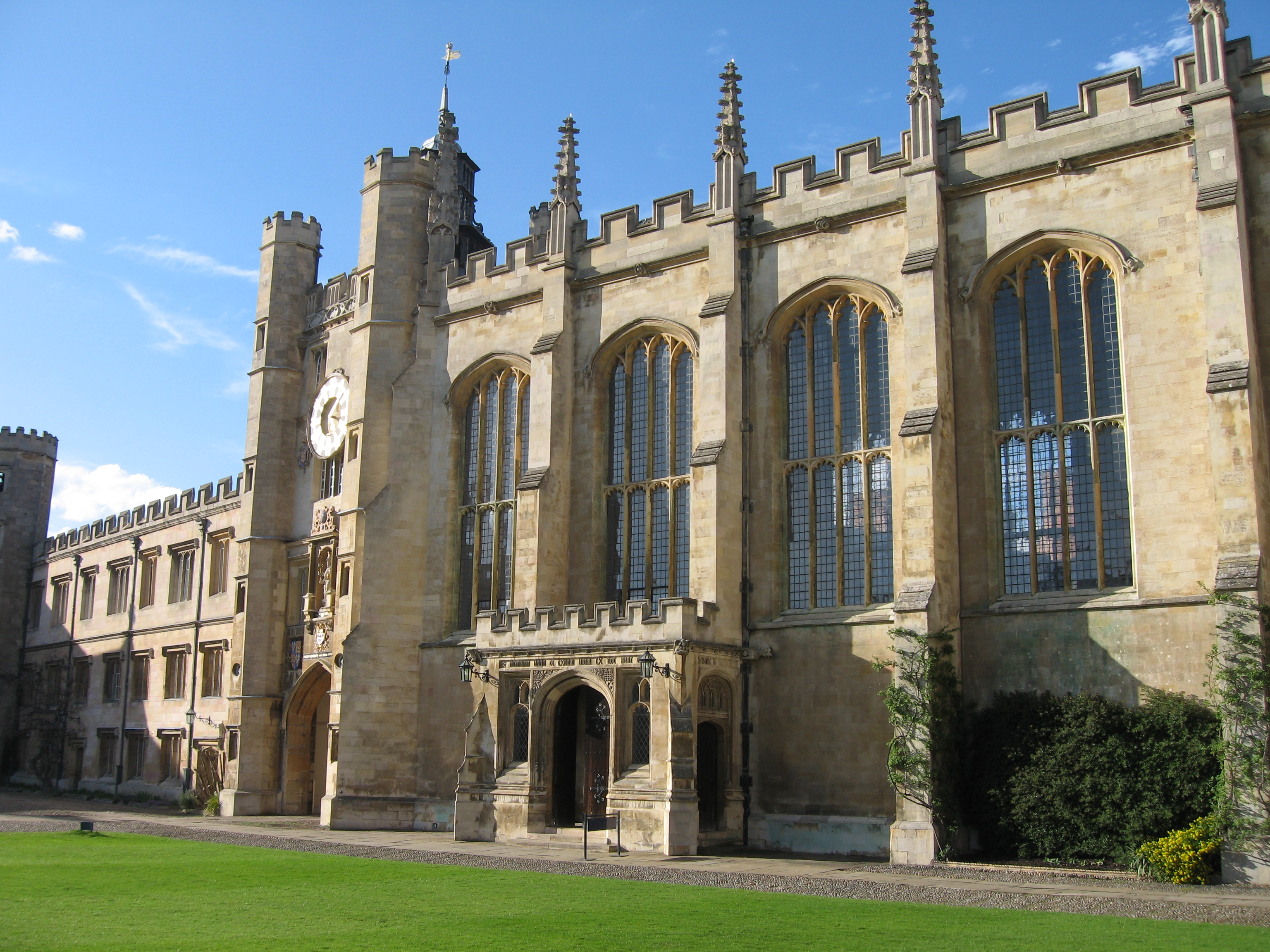
三一學院禮拜堂

三一學院禮拜堂（Trinity College Chapel）是劍橋大學三一學院的禮拜堂，也是三一學院I級登錄建築的一部分。三一學院禮拜堂由瑪麗一世於1554至55年下令修築，在1567年竣工。

## 外部連結
- Trinity College Chapel